# Point coïncident
 (décembre 2023).
Si vous disposez d'ouvrages ou d'articles de référence ou si vous connaissez des sites web de qualité traitant du thème abordé ici, merci de compléter l'article en donnant les références utiles à sa vérifiabilité et en les liant à la section « Notes et références ».
Le point coïncident est un concept utilisé en cinématique pour donner un sens et calculer plus facilement des vitesses d'entraînement et des accélérations d'entraînement.

## Notion de point coïncident

### Cadre
Soient (R) et (R') des référentiels et M un point matériel. O est un point fixe dans (R) et A un point fixe dans (R'). On note {\displaystyle {\vec {\Omega }}_{\mathrm {(R'/R)} }} le vecteur rotation de (R') par rapport à (R).
À un instant donné (noté t), le point matériel M se trouve au point géométrique P de l'espace.

### Définition
À ce même instant t, le point coïncident Q est le point fixe dans (R') qui coïncide avec P (c'est-à-dire avec M). On peut lui associer des propriétés cinématiques : vitesse et accélération.

### Propriétés
- Le point coïncident dépend de l'instant t : il peut n'être jamais le même.
- Le point coïncident peut exister ou bien peut être purement imaginaire.

## Utilisation du point coïncident

### Composition des vitesses
On définit :
- la vitesse absolue de M est la vitesse de M dans (R) notée : 
{\displaystyle {\vec {v}}_{\mathrm {a} }={\vec {v}}(\mathrm {M} )_{(\mathrm {R} )}}
- la vitesse relative de M est la vitesse de M dans (R') notée : 
 {\displaystyle {\vec {v}}_{\mathrm {r} }={\vec {v}}(\mathrm {M} )_{(\mathrm {R} ')}}
- la vitesse d'entraînement est la vitesse du point coïncident notée : 
 {\displaystyle {\vec {v}}_{\mathrm {e} }={\vec {v}}(\mathrm {Q} )_{(\mathrm {R} )}={\vec {v}}(\mathrm {A} )_{(\mathrm {R} )}+{\vec {\Omega }}_{(\mathrm {R'/R} )}\wedge {\overrightarrow {\mathrm {AM} }}}

La loi de composition des vitesses s'écrit :

{\displaystyle {\vec {v}}_{\mathrm {a} }={\vec {v}}_{\mathrm {r} }+{\vec {v}}_{\mathrm {e} }}

### Composition des accélérations
On définit aussi :
- l’accélération absolue de M comme l'accélération de M dans (R), notée :
 {\displaystyle {\vec {a}}_{\mathrm {a} }={\vec {a}}(\mathrm {M} )_{(\mathrm {R} )}}
- l’accélération relative de M comme l'accélération de M dans (R'), notée :
 {\displaystyle {\vec {a}}_{\mathrm {r} }={\vec {a}}(\mathrm {M} )_{(\mathrm {R} ')}}
- l’accélération d'entraînement comme l'accélération du point coïncident : 
 {\displaystyle {\vec {a}}_{\mathrm {e} }={\vec {a}}(\mathrm {Q} )_{(\mathrm {R} )}={\vec {a}}(\mathrm {A} )_{(\mathrm {R} )}+\left({\frac {\mathrm {d} {\vec {\Omega }}_{(\mathrm {R'/R} )}}{\mathrm {d} t}}\right)_{(\mathrm {R} )}\wedge {\overrightarrow {\mathrm {AM} }}+{\vec {\Omega }}_{(\mathrm {R'/R} )}\wedge ({\vec {\Omega }}_{(\mathrm {R'/R} )}\wedge {\overrightarrow {\mathrm {AM} }})}
- l’accélération de Coriolis: 
{\displaystyle {\vec {a}}_{\mathrm {c} }=2{\vec {\Omega }}_{(\mathrm {R'/R} )}\wedge {\vec {v}}_{\mathrm {r} }}

La formule de composition des accélérations est alors donnée par :

{\displaystyle {\vec {a}}_{\mathrm {a} }={\vec {a}}_{\mathrm {r} }+{\vec {a}}_{\mathrm {e} }+{\vec {a}}_{\mathrm {c} }}

### Exemples
Les deux principaux exemples de l'utilisation de la méthode du point coïncident sont le cas où le référentiel (R') est animé d'un mouvement rectiligne (uniforme ou non) par rapport au référentiel galiléen (R), et le cas où (R') est en rotation autour d'un axe fixe à vitesse angulaire constante.

#### Mouvement dans une voiture
Si (R) est le référentiel du sol et (R') le référentiel d'une voiture qui roule sur une route rectiligne à vitesse constante, alors à un instant donné t, le point matériel M (une bille par exemple) coïncide avec le point Q de la voiture dans laquelle la bille se déplace.
Le mouvement du point coïncident est alors un mouvement rectiligne uniforme.
Ainsi :
- la vitesse d'entraînement (ou vitesse du point coïncident) est la vitesse de la voiture dans le référentiel du sol ;
- l'accélération d'entraînement (ou accélération du point coïncident) est nulle.

Si la vitesse de la voiture n'était pas uniforme, l'accélération d'entraînement serait l'accélération de la voiture.

#### Mouvement sur un manège
Si (R) est le référentiel du sol et (R') le référentiel d'un manège qui tourne autour d'un axe vertical avec le vecteur rotation {\displaystyle {\vec {\Omega }}_{(\mathrm {R'/R} )}} constant dans (R), à un instant donné t, le point matériel M (une bille par exemple) coïncide avec le point Q du manège sur laquelle la bille se déplace.
Le mouvement du point coïncident est alors un mouvement circulaire uniforme, de rayon r.
Dans le système de coordonnées polaires:
- la vitesse d'entraînement (ou vitesse du point coïncident) est 
{\displaystyle {\vec {v}}_{\mathrm {e} }=r\Omega {\vec {u}}_{\theta }}
- l'accélération d'entraînement (ou accélération du point coïncident) est le vecteur centripète 
{\displaystyle {\vec {a}}_{\mathrm {e} }=-r\Omega ^{2}{\vec {u}}_{\mathrm {r} }}.

## Utilisation en cinématique du solide
En cinématique du solide, et en particulier en génie mécanique, on considère des mécanismes, c'est-à-dire des associations de pièces en contact les unes avec les autres, formant des chaînes cinématiques. Les contacts entre pièces servent à transmettre des efforts et/ou à guider les pièces les unes par rapport aux autres.
On peut lier un référentiel à chacun des solides. Considérons deux pièces nommées 1 et 2. On considère ainsi le point M de la pièce 1 ; c'est un point matériel. La notation ,« M ∈ 1 » désigne le point géométrique correspondant dans le référentiel 1 (noté Q ci-dessus). La notation « M ∈ 2 » désigne le point géométrique dans le référentiel 2, coïncident avec le point matériel M (noté P ci-dessus). Ainsi,
la notation {\displaystyle {\vec {\mathrm {V} }}(\mathrm {M} \in 1/2)} désigne ce qui était noté ci-dessus {\displaystyle {\vec {v}}(\mathrm {Q} )_{(2)}}.

Les points coïncidents utilisés sont en général les points de contact entre solide, ou bien les barycentres des surfaces de contact entre solides ; il peut donc s'agir de centre de sphères, pour des liaisons de type liaison rotule, d'intersection d'axes de cylindres pour des cardans, de centre de cylindres pour des liaisons pivot.
On utilise en général le modèle du solide indéformable. On peut définir un vecteur vitesse pour chaque point du solide, mais on peut extrapoler ce champ de vitesse à tout l'espace (voir Torseur cinématique). En quelque sorte, on considère que la pièce a été taillée dans un bloc, et l'on considère le vecteur vitesse d'un point de ce bloc primitif (puisque le solide en indéformable).
On peut ainsi considérer le vecteur vitesse du centre du moyeu d'un pièce, bien qu'il n'y ait pas de matière à cet endroit. Si A est le centre de la liaison pivot entre un axe 1 et un palier 2,
{\displaystyle {\vec {\mathrm {V} }}(\mathrm {A} \in 2/1)={\vec {0}}}
et en déduire par rapport à un bâti de machine repéré 0 :
{\displaystyle {\vec {\mathrm {V} }}(\mathrm {A} \in 1/0)={\vec {\mathrm {V} }}(\mathrm {A} \in 2/0)}.